# Esomeprazol
Esomeprazol, ezomeprazol – organiczny związek chemiczny, lek z grupy inhibitorów pompy protonowej, zmniejszający wydzielanie do światła żołądka jonów wodorowych. Jest stosowany głównie w terapii choroby wrzodowej.

## Mechanizm działania
Esomeprazol jest S-izomerem omeprazolu, pochodną benzimidazolu. Działa jako specyficzny inhibitor enzymu, pompy protonowej (K+/H+ ATP-azy). Ponieważ jest słabą zasadą, osiąga duże stężenie w kwaśnym środowisku kanalików wydzielniczych komórek okładzinowych błony śluzowej żołądka. Jest tam przekształcany do formy czynnej i wiąże się nieodwracalnie z receptorami cystynowymi pompy. Bezpośrednim skutkiem jego działania jest zmniejszenie wydzielania do światła żołądka jonów wodorowych, co powoduje zmniejszoną kwaśność soku żołądkowego.

## Wskazania
- choroba refluksowa przełyku
- choroba wrzodowa (leczenie choroby wrzodowej współistniejącej z zakażeniem Helicobacter pylori i związanej ze stosowaniem niesteroidowych leków przeciwzapalnych)

## Przeciwwskazania
- nadwrażliwość na lek
- wrodzona nietolerancja fruktozy
- zespół złego wchłaniania glukozy i galaktozy
- niedobór sacharazy-izomaltazy

Ostrożnie:
- ciężka niewydolność wątroby

## Działania niepożądane
Często:
- bóle głowy
- biegunka
- bóle brzucha
- wzdęcia
- nudności, wymioty
- zaparcia

Rzadko:

- obrzęk naczynioruchowy
- reakcja anafilaktyczna
- zwiększenie aktywności enzymów wątrobowych
- parestezje
- senność
- bezsenność
- splątanie
- pobudzenie
- agresja
- depresja
- omamy
- ginekomastia
- zapalenie dziąseł
- drożdżyca przewodu pokarmowego
- leukopenia
- małopłytkowość
- agranulocytoza
- pancytopenia
- zapalenie wątroby
- niewydolność wątroby
- bóle stawów
- osłabienie siły mięśniowej
- bóle mięśni
- osutki
- nadwrażliwość na światło
- rumień wielopostaciowy
- zespół Stevensa-Johnsona
- wypadanie włosów
- złe samopoczucie
- gorączka
- skurcz oskrzeli
- śródmiąższowe zapalenie nerek
- zaburzenia widzenia i smaku
- hiponatremia

## Preparaty dostępne w Polsce
Preparaty zarejestrowane w Polsce (stan na styczeń 2021): Emanera, Esomeprazole, Helides, Mesopral, Nexium, Stomezul, Texibax